# Gathas
Cet article concerne les hymnes zoroastriens. Pour les versets bouddhiques, voir Gatha.
Les Gathas (ou Gāthās ; avestique : gāϑā, persan : گاتاها, gujarati : ગથાસ) sont cinq hymnes, attribués à Zoroastre, qui constituent la première partie de l'Avesta et le cœur de la liturgie zoroastrienne.

## Historique
Selon la ressemblance de ces poèmes mantras en ancien avestique avec le sanskrit ancien du Rig Veda et des fouilles effectuées au Turkménistan à Merv en 2006, sa date d'écriture remonterait entre 2000 et 1700 avant J.-C.. 
C'est en 1762, qu'un Français, Anquetil-Duperron, rapporte de l'Inde de nombreux manuscrits de l'Avesta qui incluent des Gathas. Les Anglais rapatrient en Europe, ce passionné du zoroastrisme et du bouddhisme et les cent quatre-vingts volumes, parmi lesquels les Veda et l'Avesta. Beaucoup de ces volumes sont en fait des manuscrits très anciens que lui a confiés Joseph Tieffenthaler, missionnaire jésuite autrichien. Rentré en France, Anquetil-Duperron remet à la Bibliothèque du roi une bonne partie de ses manuscrits et se lance dans la traduction et la publication de ces textes sacrés.
Comme Khosro Khazai Pardis le rappelle, c'est seulement en 1861 que le philologue allemand Martin Haug réussit à isoler les dix-sept hymnes des Gathas du reste de l'Avesta et à les traduire (Die fünf Gathas, 1858-1862).

## Structure
Rédigés en vieil-avestique, intégrés dans l'Avesta, ils se décomposent en dix-sept chants (hāitis) :
- Ahunauuaitī Gāϑā (Yasna 28-34) ;
- Uštauuaitī Gāϑā (Y. 43-46) ;
- Spə̄ṇtāmańiiu Gāϑā (Y. 47-50) ;
- Vohuxšaϑrā Gāϑā (Y. 51) ;
- Vahištōišti Gāϑā (Y. 53).

Selon le Šāyast-nē šāyast (13.50-52), les Gathas consistent en 278 strophes (wacast), 1 016 vers (gāh) et 5 567 mots (wāzag).

## Contenu
L'Avesta (« Éloge ») actuel comprend les parties suivantes :
I. Yasna (« Sacrifice »). 72 chapitres (hâds). Recueil de textes appartenant au rituel du culte zoroastrien, directives données aux prêtres et aux fidèles pour être purs. Manière d'adorer Dieu. Relate l'histoire de quelques prophètes révélant une morale allant dans ce sens.
Les chants composés par Zarathustra lui-même forment 17 gâthâs (chants), écrits en vieil-avestique, et se lisent en Yasna 28-34, 43-46, 47-50, 51, 53.
II. Visprad (Vispered, « Toutes les normes », « [Prière à] tous les protecteurs »). 34 sections (kardag), complément au Yasna, « petit recueil de lois et de textes liturgiques », appels aux seigneurs qui président aux destinées. Ensemble des lois qui doivent être pratiquées par les zoroastriens.
III. Korda Avesta (Xorda Avesta, « Petit Avesta », « Avesta bref »). Morceaux extraits des Yashts. Comprend Niyâyishns (Nyayishs, « Éloges », cinq « prières de louange et de bénédiction de caractère privé », Gâhs (« Moments »), Âfrinagâns (« Bénédictions »).
IV. Sīrōza (Sirozah, « Trente jours »), prière composée de trente invocations adressées à Dieu pour se protéger de ses ennemis lors des guerres, réussir lors d'une épreuve, etc.
V. Yashts (« Hymnes sacrificiels »). 21 cantiques. Cantiques accompagnant les sacrifices, composés à la louange des principales divinités, dont Ahura Mazdâ, les Amesha Spenta, Anahita, le Soleil, la Lune.
VI. Vidēvdād (Vendidad, « La loi contre les méchants », « Loi de rupture avec les démons »). 20 chap. « Collection de lois religieuses, avec des légendes et mythes anciens comme des histoires de prophètes »
VII. Divers fragments. 1 : Nīrangistān, un code rituel. 2 : Pursišnīhā (Questions), petit catéchisme mazdéen. 3 : Aogəmadāēčā (Agémodaêsha, « Nous acceptons »), une « antique liturgie funèbre ». 4 : Hādōxt Nask (Hadhôkht Nask, « Livre des écritures »), une « description du voyage de l'âme vers le ciel »).
Haug distingue la théologie monothéiste de Zarathoustra et son éthique dualiste : dans les Gathas, le dualisme zoroastrien du bien et du mal concerne uniquement la mentalité et la pensée humaines et n'a pas d'objectivité extérieure.
Cette découverte a été accueillie très favorablement non seulement par la communauté scientifique, mais aussi par les zoroastriens, en particulier ceux de l'Inde, les Parsis, dans la mesure où elle confirmait Zarathoustra en tant que créateur du monothéisme (Les Gathas, 2011, p. 35).

## Arts
Arianna Vafadari, mezzo-soprano de répertoire lyrique Franco-Iranienne, interprète régulièrement des extraits des Gathas.

### Traductions en français
- Charles de Harlez, Avesta, livre sacré du zoroastrisme, traduit du texte Zend, Maisonneuve, 2e éd. 1881. Traduction reproduite dans Guy Rachet, Avesta. Le livre sacré du zoroastrisme, t. I, Sand, 1996.  (ISBN 9782710705581)
- James Darmesteter, Le Zend-Avesta, Adrien-Maisonneuve, 1892-1893, 3 vol., rééd. 1960. Traduction académique.
- Carlos Bungé, Les Gathas de Zoroastre. Invocations d'un sage de la Perse antique à la Divinité, transcrites en prose rythmée, Les éditions mazdéennes, 1933, 66 p.
- Duchesne-Guillemin, Jacques, Zoroastre. Étude critique avec une traduction commentée des Gâthâ, G. P. Maisonneuve, 1948, p. 170-285. Traduction reproduite dans Jean Varenne, Zoroastre. Le prophète de l'Iran, Dervy, 1996,  (ISBN 978-2844546920), p. 129-218.
- Amîr Mehdî Badi', Monde et parole de Zarathoustra, Payot, 1961, 190 p. « Traduction moderne »
- Parviz Abolgassemi, Gāthā / Zarathus̆tra, préface Jean Naudou, Aix-en-Provence, Publications de l'Université de Provence, 1999, 122 p.,  (ISBN 9782853994491)
- Khosro Khazai Pardis, Les Gathas. Le livre sublime de Zarathoustra, Albin Michel, coll. « Spiritualités vivantes », 2011, p. 117-213. Le traducteur est lui-même zoroastrien.
- Jean Kellens, Les Gâthâs dites de Zarathustra et les origines du mazdéisme, Collège de France, 2012.
- Jean Kellens, Tentative de traduction des deux derniers chapitres de la première Gâtha, Collège de France, 2012 . Traduction savante.

### Études
- (en) Helmut Humbach, Josef Horblit Elfenbein et Prods Oktor Skjærvø, The Gathas of Zarathustra and the Other Old Avestan Texts, 2 vol., Heidelberg : C. Winter, 1991.
- (en) Stanley Insler, The Gāthās of Zarathustra, Leyde : E. J. Brill, 1975.
- Jean Kellens, Zoroastre et l’Avesta ancien. Quatre leçons au Collège de France, Paris : Peeters, 1991.
- Jean Kellens, « Controverses actuelles sur la composition des Gâthâs », in: Journal asiatique, no 295.2, 2007, p. 415-438.
- Khosro Khazai Pardis, Les Gathas. Le livre sublime de Zarathoustra, Paris : Albin Michel, 2011, p. 9-113.